# آکبیا (میوه)
آکبیا سرده‌ای از گیاهان گلدار است. نام علمی آکبیا لاتینی شده نام ژاپنی گونه آکبیا کویینتانا(通草?)است.

## نگارخانه

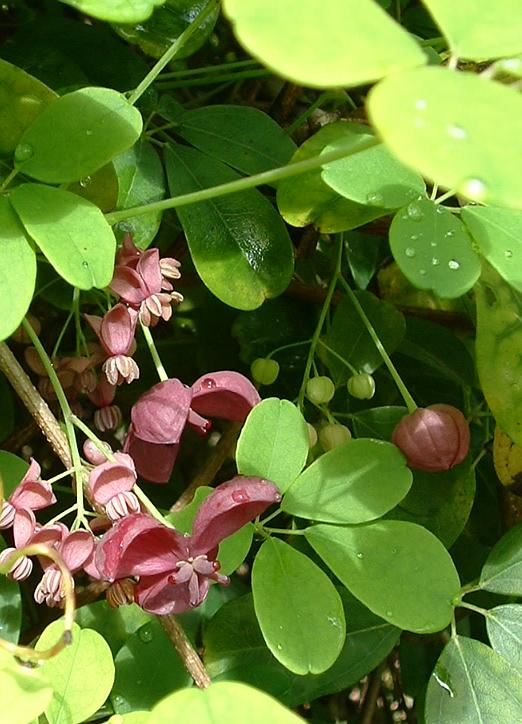
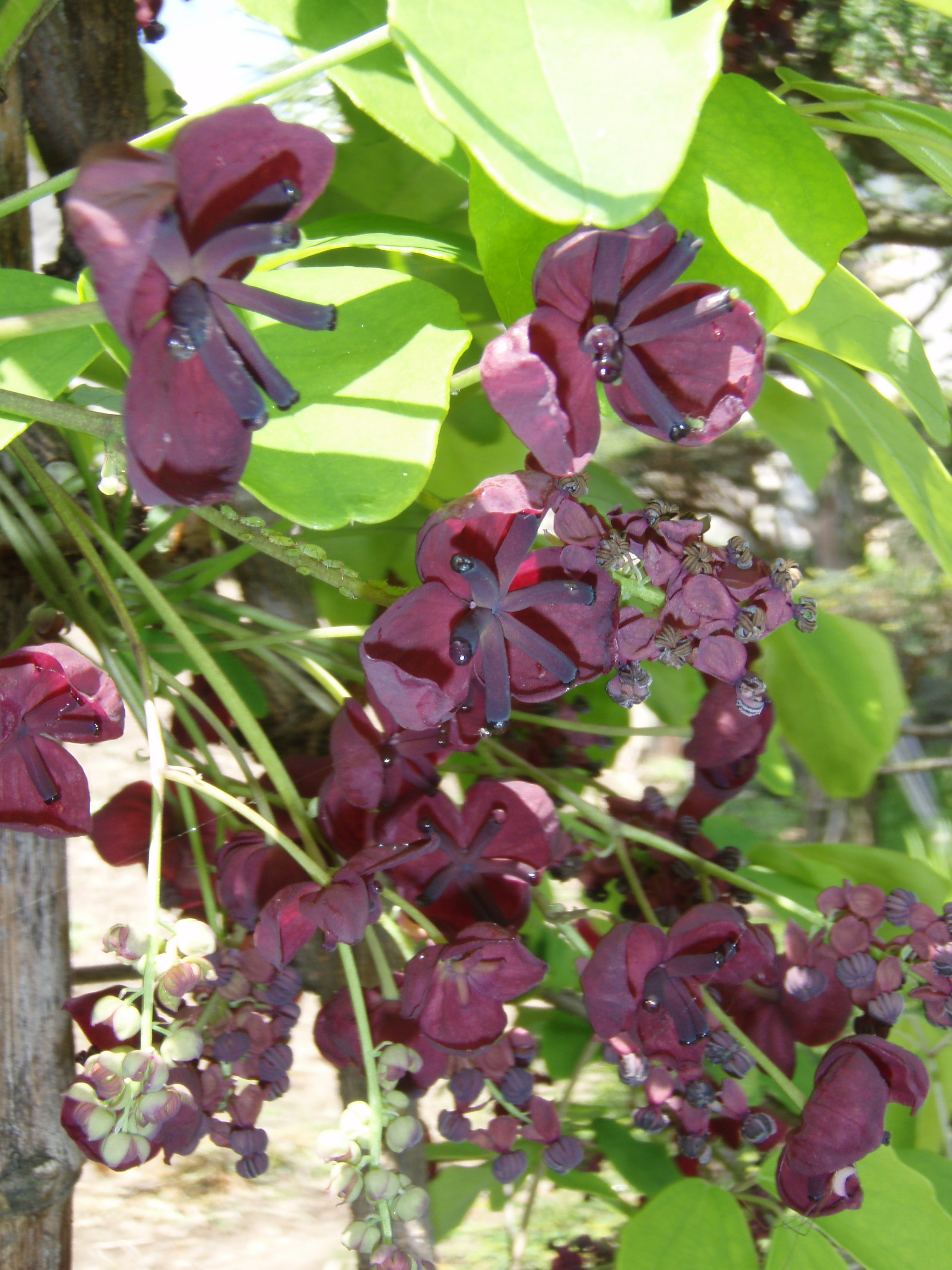
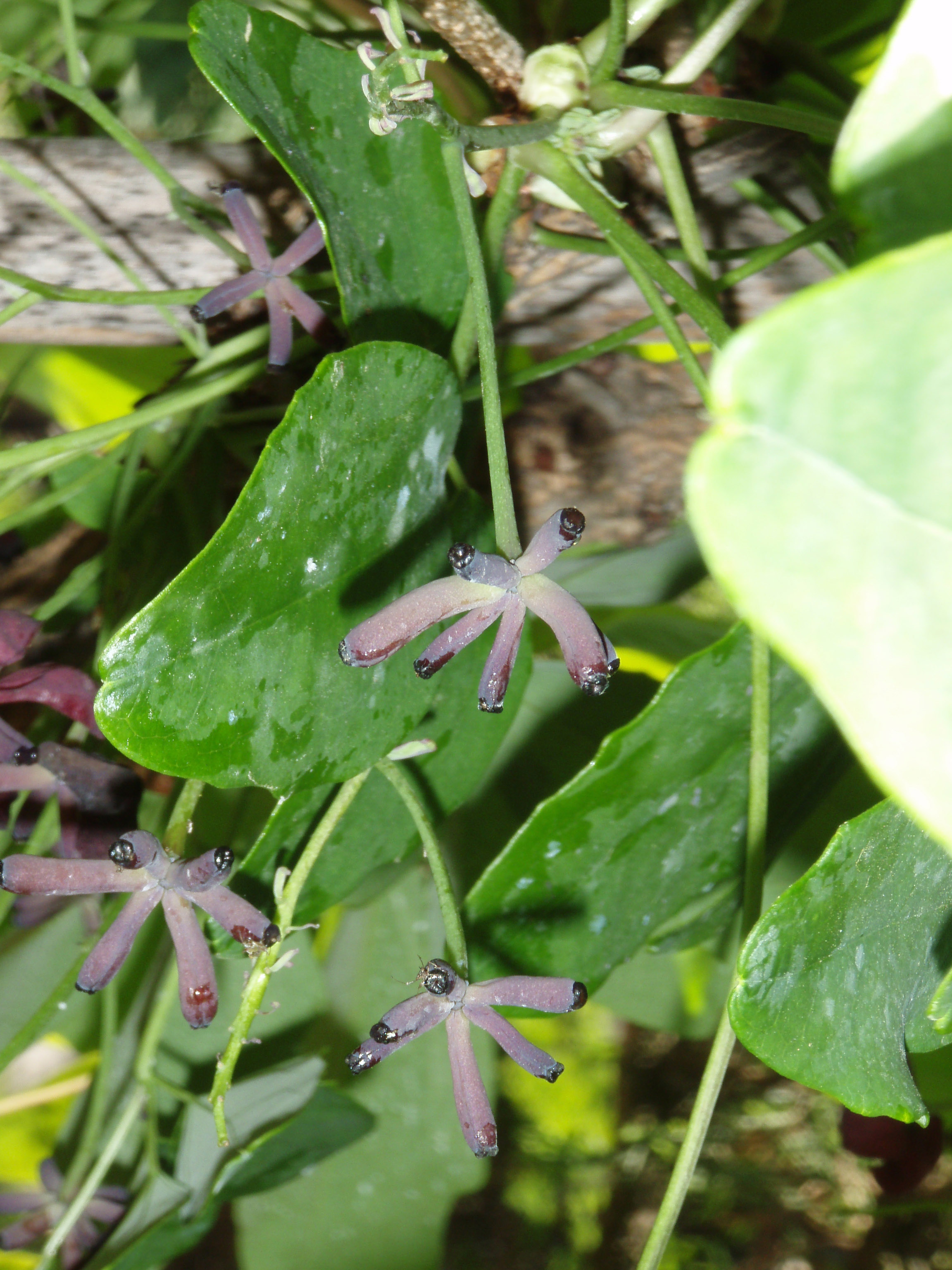
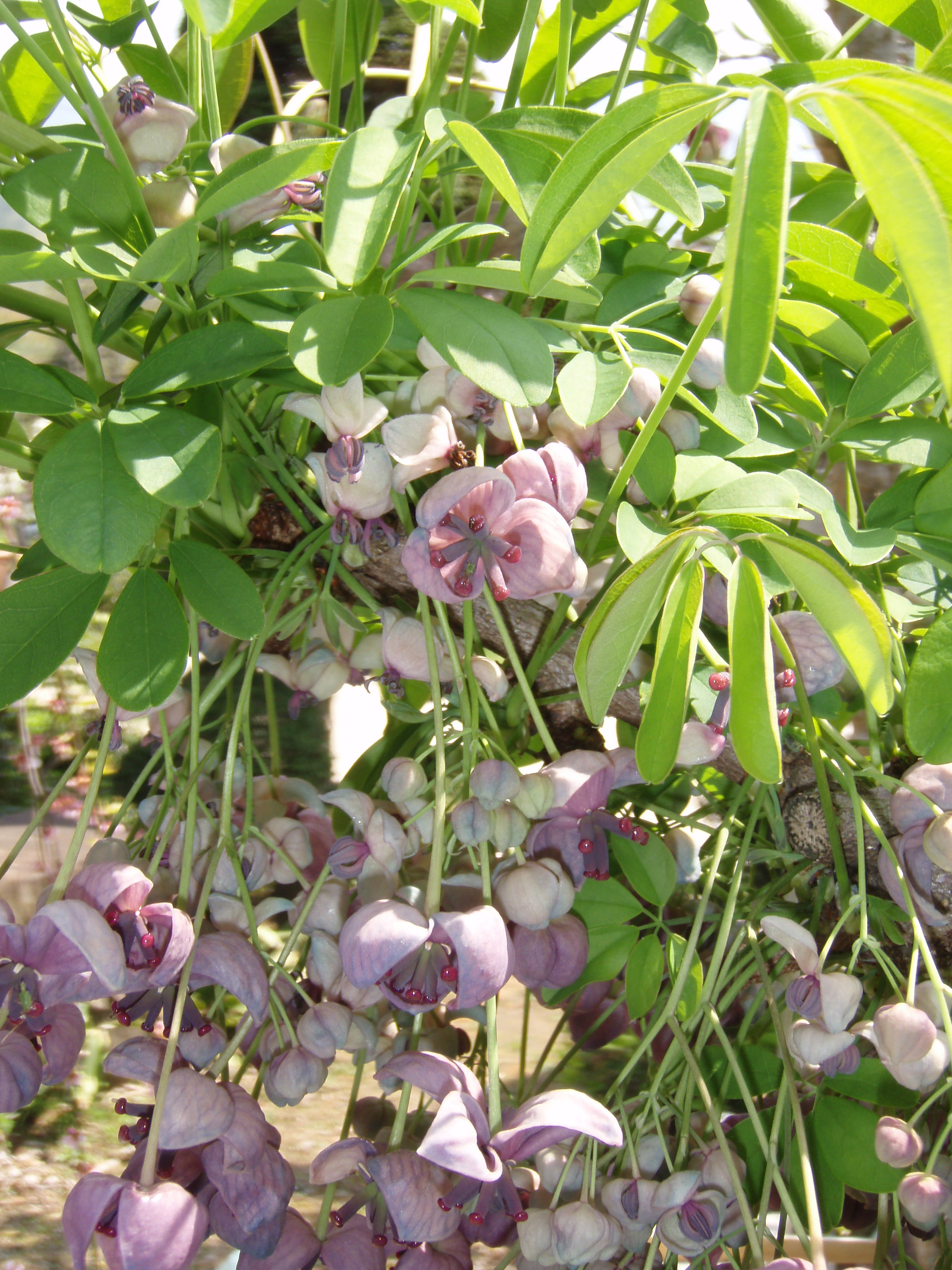
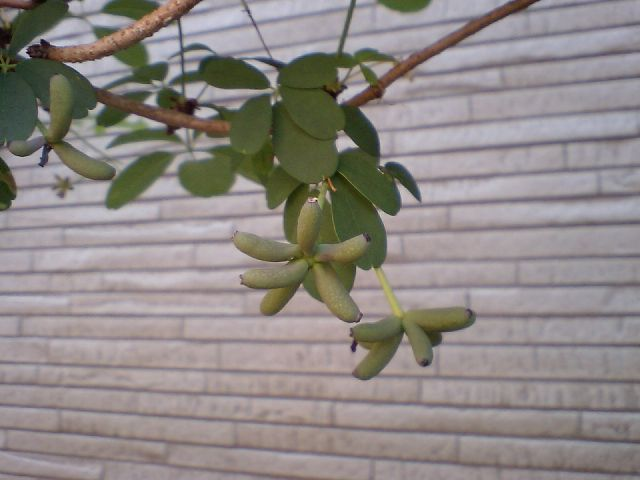